# تجارت الکترونیکی بنگاه به بنگاه
تجارت الکترونیکB2B ، مخفف تجارت الکترونیکی بنگاه به بنگاه، فروش کالا یا خدمات بین بنگاه ها از طریق درگاه های فروش آنلاین است. به جای دریافت سفارشات از طریق منابع انسانی (نمایندگان فروش) ؛ سفارش ها به صورت دیجیتالی دریافت می شوند و هزینه های سربار را کاهش می دهند.
خریداران B2B و مصرف کنندگان عادی نیازهای خرید متفاوتی دارند. تفاوت ها از این قبیل است:
- خرید ناگهانی در مقابل خرید منطقی - خریداران در B2C به صورت ناگهانی خرید می کنند و خریدهای یکباره انجام می دهند، در حالی که خریداران B2B برای خرید برنامه ریزی می کنند و خریدهای مکرر انجام می دهند.

- تصمیم گیرنده واحد در مقابل تصمیم گیرندگان چندگانه - خریدهای B2C توسط خریدار تصمیم  گیری می شوند ، اما خریدهای B2B اغلب شامل چندین مرحله برای تایید شدن است و ممکن است واحد های مختلفی را درگیر کند.

- ارتباط کوتاه مدت با مشتری در مقابل ارتباط بلندمدت با مشتری - خریدهای B2C اغلب خریدهای ناگهانی هستند و خریدهای B2B بر اساس روابط طولانی مدت و مداوم هستند.

- قیمت های ثابت در مقابل قیمت های متغیر - قیمت های B2C به طور کلی قابل مذاکره نیستند . اما قیمت های B2B معمولا به صورت جداگانه مورد مذاکره قرار می گیرند.

- پرداخت قبل از تحویل در مقابل پرداخت پس از تحویل - تجارت الکترونیک B2C معمولاً پیش از ارسال کالا پرداخت می شود.

- تحویل متمرکز بر سرعت در مقابل تحویل متمرکز بر وقت‌شناسی - خریداران B2C به دنبال سرعت تحویل هستند و خریداران B2B می‌خواهند تحویل‌ها را در طی برنامه قابل اطمینان انجام دهند.

## ویژگی های خریدار B2B
زنجیره تامین در معاملات B2B اهمیت زیادی دارد. بنگاه های تولیدی قطعات یا مواد اولیه را از بنگاه های دیگر تهیه می کنند و سپس محصول تولیدی را به عمده فروش، توزیع کننده یا خرده فروش می فروشند.  
به عنوان مثال، یک خودروساز چندین معامله B2B مانند خرید لاستیک، شیشه برای شیشه جلو، و غیره برای ساخت وسایل نقلیه انجام می دهد. معامله نهایی ، یک خودرو تکمیل شده است که در نهایت در  یک تجارت B2C به مصرف کننده فروخته می شود.  
بنگاه های بازرگانی مثل عمده فروشان و توزیع کنندگان هم زنجیره تامین دارند ، اما زنجیره آنها از محصولات نهایی تشکیل شده است. به طور کلی، فروشگاه های اینترنتی B2B و B2C هر دو دارای صفحات جستجو، مسیریابی، اطلاعات دقیق محصولات و صفحات سابقه حساب شخصی هستند. 
با این حال، از برخی جهات، B2B تا حد زیادی با B2C متفاوت است. بیشتر تجارت های B2B دارای فرآیندهای سفارشی پیچیده هستند.  
علاوه بر این، در یک تجارت B2B، خرید بخشی از عملیات کاری مشتریان(بنگاه خریدار) است. آنها باید مطمئن شوند که تمام محصولات یا اجزای لازم را برای راه اندازی عملیات شرکت خود خریداری می کنند. ثالثاً، از آنجایی که این سازمان ها ممکن است بسیار بزرگ باشند ، به محصولات یا اجزای زیادی نیاز دارند تا تجارت خود را ادامه دهند. بنابراین، خریداران B2B اغلب سفارش های بزرگ می دهند. خریدهای B2B نیز با سفارشات تکراری به جای خریدهای تکی مشخص می شوند.به همین دلیل، شرکت ها بر اساس تقاضای ماهانه یا حتی سالانه خود معاملات را انجام می دهند. آنها از نزدیک با هم همکاری می کنند و هر مشتری B2B می تواند قیمت های خاص خود را برای محصولات خاصی داشته باشد. در نهایت، افراد زیادی درگیر خریدهای B2B هستند. به عنوان مثال، یک شرکت می تواند چندین کارشناس خرید داشته باشد. آنها مسئول یافتن محصولات مناسب و انجام معامله مناسب با تامین کنندگان هستند. 
از آنجایی که چندین نفر در یک معامله B2B مشارکت دارند،این نوع تجارت به جای توجه بر احساسات ، بیشتر مبتنی بر واقعیت ها است. لذا این نوع تجارت براساس زیبا ترین بسته بندی ها شکل نمی گیرد ، بلکه براساس بهترین معاملات شکل می گیرد.